# Рибњаци (Липик)
Рибњаци су насељено место у саставу града Липика, у западној Славонији, Република Хрватска.

## Историја
До нове територијалне организације у Хрватској, налазило се у саставу бивше велике општине Пакрац.

## Становништво
На попису становништва 2011. године, Рибњаци су имали 34 становника.
| Националност       | 1991.       |
| Хрвати             | 55 (59,13%) |
| Срби               | 15 (16,12%) |
| Југословени        | 3 (3,22%)   |
| остали и непознато | 20 (21,50%) |
| Укупно             | 93          |